# Final do torneio de futebol masculino nos Jogos Olímpicos de Verão de 2020
A final do torneio de futebol masculino nos Jogos Olímpicos de Verão de 2020 foi realizada no dia 7 de agosto de 2021 no Estádio Internacional de Yokohama, na cidade de Yokohama, Japão, e determinou o vencedor da medalha de ouro. A partida, realizada com Portões fechados ao público devido à pandemia de COVID-19 e disputada entre a Espanha e o atual campeão Brasil, foi a 25ª final do torneio de futebol masculino nas Olimpíadas, torneio quadrienal disputado pelas seleções masculinas das associações membros da FIFA para decidir os campeões olímpicos. 
O Brasil sagrou-se campeão, ao derrotar a Espanha por 2 a 1, com o gol do título sendo feito na prorrogação.
Desde que o futebol masculino olímpico se tornou restrito a um torneio sub-23 a partir 1992, o Brasil disputou duas partidas pela medalha de ouro, perdendo para o México em 2012 antes de vencer em casa em 2016. A Espanha também jogou duas vezes nessa ocasião, vencendo em 1992 - também quando sediaram as Olimpíadas - e perderam para os Camarões em 2000. Richarlison perdeu um pênalti. Após isso, o Brasil fez um gol com Matheus Cunha, mas no segundo tempo, a Espanha empata o jogo. Quando o jogo estava encaminhado da disputa de pênaltis, Malcom faz o gol do Título. 

## Estádio
A final foi realizada no Estádio Internacional de Yokohama, em Yokohama, localizado na Prefeitura de Kanagawa.
O estádio já sediou vários eventos esportivos internacionais. Recebeu uma semifinal e a final da Copa das Confederações FIFA de 2001, 8 finais de Mundial de Clubes (e futuramente a de 2021), bem como três jogos da Copa do Mundo FIFA de 2002, incluindo a final; A seleção principal do Brasil venceu o último.

## Antecedentes
Foi a primeira vez que ambas as seleções se enfrentaram em uma final do torneio olímpico de futebol.
| Equipe                     | Aparições em finais anteriores (negrito indica ganhador da medalha de ouro) |
| -------------------------- | --------------------------------------------------------------------------- |
| Seleção Brasieira Olímpica | 4 (1984, 1988, 2012, 2016)                                                  |
| Seleção Espanhola Olímpica | 2 (1992, 2000)                                                              |

## Caminho até a final
A Seleção Brasileira iniciou a campanha com vitória contra a Alemanha no jogo de estreia com um placar de 4x2 em Yokohama. Em seguida, empatou com a Costa do Marfim sem fazer gols também em Yokohama e ganhou de 3x1 da Arabia Saudita em Saitama. Nas quartas de final, superou o Egito em Saitama com 1x0, e nas semifinais ganhou do México em Kashima, em uma situação diferente da final olímpica de 2012. Com um jogo terminado em 0x0 no tempo normal e sem gols na porrogação, a decisão foi para os pênaltis, vencidos pelo Brasil com um placar de 4x1.
A Espanha iniciou as competições com um empate sem gols contra o Egito em Sapporo, depois superou a Austrália no mesmo lugar com um placar de 1x0 e empatou com a Argentina em Saitama com um placar de 1x1, eliminando a seleção sul-americana que precisava de uma vitória para ir as quartas. Nas quartas de final, goleou a Costa do Marfim por 5x2 em uma virada surpreendente na porrogação em Rifu. Nas semifinais, venceu os donos da casa, o Japão por 1x0 em Saitama.

## A partida

### Detalhes
| 7 de agosto | Brasil                            | 2 – 1 (pro) | Espanha       | Estádio Internacional de Yokohama, Yokohama |
| 20:30       | Matheus Cunha 45+2' · Malcom 109' | Relatório   | Oyarzabal 59' | Árbitro: AUS Chris Beath                    |

| Brasil | Espanha |

| G             | 1  | Santos           |     |      |
| LD            | 13 | Daniel Alves     |     |      |
| Z             | 15 | Nino             |     |      |
| Z             | 3  | Diego Carlos     |     |      |
| LE            | 6  | Guilherme Arana  | 20' |      |
| V             | 5  | Douglas Luiz     | 89' |      |
| V             | 8  | Bruno Guimarães  |     |      |
| M             | 11 | Antony           |     | 112' |
| M             | 20 | Claudinho        |     | 106' |
| A             | 9  | Matheus Cunha    | 64' | 91'  |
| A             | 10 | Richarlison      | 31' | 114' |
| Substitutos:  |    |                  |     |      |
| G             | 12 | Brenno           |     |      |
| Z             | 4  | Ricardo Graça    |     |      |
| M             | 2  | Gabriel Menino   |     | 112' |
| M             | 18 | Matheus Henrique |     |      |
| M             | 19 | Reinier          |     | 106' |
| A             | 7  | Paulinho         |     | 114' |
| A             | 17 | Malcom           |     | 91'  |
| Treinador:    |    |                  |     |      |
| André Jardine |    |                  |     |      |

| G                 | 1  | Unai Simón       |        |      |
| LD                | 18 | Óscar Gil        |        | 91'  |
| Z                 | 12 | Eric García      | 27'    |      |
| Z                 | 4  | Pau Torres       |        |      |
| LE                | 3  | Marc Cucurella   |        | 91'  |
| V                 | 6  | Martín Zubimendi |        | 112' |
| M                 | 8  | Mikel Merino     |        | 46'  |
| M                 | 16 | Pedri            |        |      |
| A                 | 7  | Marco Asensio    |        | 46'  |
| A                 | 11 | Mikel Oyarzabal  |        | 104' |
| A                 | 19 | Dani Olmo        |        |      |
| Substitutos:      |    |                  |        |      |
| G                 | 13 | Álvaro Fernández |        |      |
| Z                 | 5  | Jesús Vallejo    |        | 91'  |
| Z                 | 20 | Juan Miranda     |        | 91'  |
| M                 | 14 | Carlos Soler     |        | 46'  |
| M                 | 15 | Jon Moncayola    |        | 112' |
| M                 | 21 | Bryan Gil        | 105+1' | 46'  |
| A                 | 9  | Rafa Mir         |        | 104' |
| Treinador:        |    |                  |        |      |
| Luis de la Fuente |    |                  |        |      |

| Bandeirinhas: Anton Schetinin (Austrália) George Lakrindis (Austrália) Quarto árbitro: Artur Soares Dias (Portugal) Árbitro assistente reserva: Rui Tavares (Portugal) Árbitro de vídeo: Abdulla Al-Marri (Catar) Assistente do árbitro de vídeo: Muhammad Taqi (Singapura) Chris Penso (Estados Unidos) |

## Transmissão
As detentoras dos direitos de transmissão no Brasil transmitiram a partida decisiva do futebol, sendo elas a TV Globo com a narração de Galvão Bueno e comentários de Caio Ribeiro e Junior, SporTV com a narração de Gustavo Villani e comentários de Paulo César Vasconcellos e Pedrinho, BandSports com a narração de Napoleão de Almeida e comentários de Fábio Piperno e Velloso e o Globoplay, a última através do canal SporTV+ com o sinal gerado exclusivamente da OBS, sem narração e gratuito para assinantes da plataforma.
Com a cobertura da final em TV Aberta com exclusividade pela TV Globo, a transmissão rendeu média de 21 pontos e picos de 26 na Grande São Paulo, maior audiência nas manhãs da emissora desde a transmissão da disputa pelo terceiro lugar na Copa do Mundo FIFA de 2002. No Rio de Janeiro, teve média de 22 pontos, maior número numa manhã de sábado em 13 anos. Na média nacional, o índice foi de 19 pontos.